# Gara Târnova
Stația feroviară din Târnova reprezintă o construcție din cărămidă arsa, cu elemente arhitecturale cu pereții înalți, si mai sus, unde sunt mai multe turle patrulaterale. Ferestre mari, arcuite și medii, cu arcuri frânte; 3 intrări pe cele doua fete a clădirii. Alături, pe teritoriul gării, se mai afla un monument de arhitectura, ce este o construcție din cărămidă arsa și destul de mică.
Depozitele de cărbuni, aveau doar acoperișul la nivelul solului, pereții fiind din granit și rămânând vizibili doar cei de sub calea ferata. Acesta (dep. de lângă gară) mai păstrează arcurile mar i(frante) din cărămidă arsa, mai multe în zidul peretelui și 4, din partea opusa, care arcuri erau sprigenul acoperișului demult desfăcut. 
Casele lucrătorilor sau cantoanele. Doua (din prejma gării) - mari, din granit și cu bastioane (pentru cate doua familii fiecare) și două -- mici, din care, unul e din cărămidă arsă sș unul din granit (unde era trecere peste calea ferată). Al 5-lea a fost demolat (pe "brazda Vuiumca").